# Годемарці
Годемарці (словен. Godemarci) — поселення в общині Лютомер, Помурський регіон, Словенія. Висота над рівнем моря: 257 м.